# Lila Leeds
Lila Leeds, född Lila Lee Wilkinson 28 januari 1928 i Iola i Kansas, död 15 september 1999 i Los Angeles i Kalifornien, var en amerikansk skådespelare verksam i Hollywood i slutet av 1940-talet.
Leeds och Robert Mitchum blev anhålla för innehav av marijuana 1948. Efter ett kortare fängelsestraff fick hon huvudrollen i filmen Narkotikagangstern (1949) som representerade genren där en god flicka blir dålig efter att ha rökt cannabis en gång. Efter skandalen och den efterföljande filmen som exploaterade skandalen tog hennes filmkarriär slut, till skillnad från Mitchums. På 1970-talet var Leeds verksam som predikant i en kyrka på Western Avenue i Hollywood. Hennes dödsfall 1999 uppmarksammades inte av betydande tidningar i USA.

## Filmografi i urval
- 1947 – Kvinnan i sjön
- 1949 – Narkotikagangstern